# Jan Balachowski
Jan Balachowski (Polonia, 28 de diciembre de 1948) fue un atleta polaco especializado en la prueba de 4x400 m, en la que consiguió ser subcampeón europeo en 1971.

## Carrera deportiva
En el Campeonato Europeo de Atletismo de 1971 ganó la medalla de plata en los relevos 4x400 metros, con un tiempo de 3:03.6 segundos, llegando a meta tras Alemania del Oeste (oro) y por delante de Italia (bronce).